# Syzygium kusukusuense
Syzygium kusukusuense är en myrtenväxtart som först beskrevs av Bunzo Hayata, och fick sitt nu gällande namn av Mori. Syzygium kusukusuense ingår i släktet Syzygium och familjen myrtenväxter. Inga underarter finns listade i Catalogue of Life.